# Oenomys hypoxanthus
Il ratto dal naso rosso comune (Oenomys hypoxanthus  Pucheran, 1855) è un roditore della famiglia dei Muridi diffuso nell'Africa subsahariana.

## Descrizione
Roditore di medie dimensioni, con la lunghezza della testa e del corpo tra 105 e 180 mm, la lunghezza della coda tra 140 e 205 mm, la lunghezza del piede tra 24 e 35 mm, la lunghezza delle orecchie tra 17 e 21 mm e un peso fino a 121 g.

La pelliccia è lanosa, cosparsa di peli più lunghi. Le parti superiori sono brunastre. Il muso ed il fondoschiena sono fulvi. Le parti inferiori e gli arti sono bianchi. Le zampe sono bruno-grigiastre scure. La coda è più lunga della testa e del corpo, è marrone scuro sopra e grigio chiaro sotto.

## Biologia

### Comportamento
È una specie semi-arboricola sia diurna che notturna. Costruisce nidi nella vegetazione alta, al suolo tra vari detriti o in buche nel terreno. Raggiunge una densità di 17,3 individui per ettaro in prossimità degli acquitrini.

### Alimentazione
Si nutre di foglie verdi, steli d'erba, germogli, semi e insetti. Danneggia colture di riso, miglio e altri sementi.

### Riproduzione
Si riproduce tutto l'anno. Le femmine danno alla luce fino a 6 piccoli alla volta. Lo svezzamento avviene dopo 30 giorni. Raggiungono la maturità sessuale dopo 100-130 giorni.

## Distribuzione e habitat
Questa specie è diffusa nell'Africa centrale e orientale, dalla Nigeria meridionale all'Etiopia sud-occidentale e a sud fino all'Angola settentrionale.
Vive nei prati di erba alta e densa, nelle boscaglie e lungo i margini di foreste, paludi, fattorie, piantagioni e campi agricoli abbandonati tra i 2.000 e 3.000 metri di altitudine.

## Tassonomia
Sono state riconosciute 6 sottospecie:
- O.h.hypoxanthus: Camerun centrale e meridionale, Repubblica Centrafricana meridionale, Gabon, Rio Muni, Congo, Repubblica Democratica del Congo;
- O.h.albiventris (Eisentraut, 1968): Nigeria meridionale, Camerun occidentale;
- O.h.anchietae (Bocage, 1890): Angola settentrionale e nord-occidentale;
- O.h.bacchante (Thomas, 1903): Kenya sud-occidentale;
- O.h.talangae (Setzer, 1956): Sudan del Sud meridionale e sud-orientale, Etiopia sud-occidentale;
- O.h.unyori (Thomas, 1903): Uganda, Ruanda, Burundi, Repubblica Democratica del Congo orientale, Tanzania occidentale.

## Conservazione
La IUCN Red List, considerato il vasto areale, la tolleranza a molteplici habitat e la popolazione numerosa, classifica O.hypoxanthus come specie a rischio minimo (Least Concern).